# Заляси
Заляси (пол. Zalasy) — село в Польщі, у гміні Русець Белхатовського повіту Лодзинського воєводства.
Населення — 153 особи (2011).
У 1975-1998 роках село належало до Серадзького воєводства.

## Демографія
Демографічна структура станом на 31 березня 2011 року:
|          | Загалом | Допрацездатний вік | Працездатний вік | Постпрацездатний вік |
| -------- | ------- | ------------------ | ---------------- | -------------------- |
| Чоловіки | 66      | 14                 | 43               | 9                    |
| Жінки    | 87      | 25                 | 40               | 22                   |
| Разом    | 153     | 39                 | 83               | 31                   |